# W. (2008)
W. is een Amerikaanse biografische film uit 2008, geregisseerd door Oliver Stone. Het verhaal gaat over het leven van George W. Bush en richt zich op het tijdvak vanaf diens jeugd tot aan het einde van zijn tweede termijn als 43ste president van de Verenigde Staten in 2008.
Stone zet Bush hierin neer als een persoon die niet zozeer dom, slecht of corrupt is, maar eerder naïef, kwetsbaar voor manipulatie en verstrikt in zijn zoektocht naar waardering van zijn vader. Tijdens het verhaal wordt meermaals heen en weer gesprongen tussen de tijd van zijn presidentschap waarin de oorlog in Irak actueel is en fases uit Bush' jeugd.
W. was de derde film van Stone over een Amerikaanse president. In 1991 maakte hij JFK over de moord op John F. Kennedy en in 1995 Nixon, over het leven van Richard Nixon.
W. was de openingsfilm van het Leids Film Festival 2008.

## Plot
Het is 1966 wanneer George W. Bush (Josh Brolin) gaat studeren aan Yale en toegelaten wordt tot het studentengenootschap Delta Kappa Epsilon, een studentenvereniging met vooral jongeren van goede komaf. W. blijkt er niet zo'n studiebol. Hij besteedt zijn tijd liever in bars en met meisjes dan achter de studieboeken. Ondanks de loopbaan van zijn vader George H.W. Bush (James Cromwell) interesseert de politiek hemzelf niet. Hij wordt een keer opgepakt voor het verstoren van de openbare orde tijdens het te luidruchtig vieren van een feest met het Americanfootballteam.
Bush sr. hoopt dat W. toch op den duur iets van zijn leven weet te maken en wendt zijn invloed aan om zijn zoon her en der aan werk te helpen. W. slaagt nergens, niet bij de olieboorders, niet in de handel in sportartikelen, niet werkend voor een investeringsbedrijf, niet op een ranch in Arizona en niet bij de Air National Guard. H.W. maakt zich zorgen om W's toekomst en als die dronken zijn auto tegen de garagedeur oprijdt, werpt hij hem toe dat hij naar de A.A. moet om zijn leven eens op orde te brengen. Het is een van de vele woordenwisselingen tussen vader en zoon Bush, die om beurten teleurgesteld in elkaar zijn. Vader vanwege de levensloop van zijn zoon, W. omdat hij ervan overtuigd is dat zijn vader een voorkeur heeft voor jongere broer Jeb (Jason Ritter). Die lijkt een stuk ambitieuzer en succesvoller te zijn. Voor W. is dit reden om toch een carrière in de politiek te ambiëren. Hij wordt hierin gesteund door zijn vriendin Laura Welch en stelt zich verkiesbaar voor het 19e district van het Huis van Afgevaardigden, maar verliest.
Bush sr. vraagt W. om hem te helpen tijdens de Amerikaanse presidentsverkiezingen van 1988. W. draagt zijn steentje bij en zijn vader wordt de 41ste president van de Verenigde Staten, maar W. is ervan overtuigd dat zijn vader hem alleen vroeg omdat Jeb geen tijd had. De stress en drank eisen hun tol van W. wanneer hij tijdens het joggen in elkaar zakt. Daarmee komt het besef dat het roer om moet. Hij zoekt steun in religie en wordt onder de vleugel van geestelijke Earle Hudd (Stacy Keach) een born again christen. Hij kickt af van de drank en laat zich door zijn vaders adviseur Karl Rove inspireren om zelf iets neer te zetten en zo zijn gevoel dat hij niet meer is dan 'de zoon van' uit te bannen.
Het is 1999 en W. is inmiddels gouverneur van Texas wanneer hij zijn geestelijk inspirator Hudd weer op zijn kantoor vraagt. Hij vertelt hem dat hij van God heeft doorgekregen dat die wil dat hij president van zijn land wordt. In 2000 verslaat W. Al Gore tijdens de verkiezingen en wordt zo de 43ste president van de Verenigde Staten. Tijdens zijn presidentschap ontstaat een crisissituatie na de aanslagen op 11 september 2001. W. zit een brainstormsessie voor waarin het begrip As van het kwaad wordt bedacht en welke landen zijn regering daaronder wil scharen. Hoewel W. in eerste instantie voorzichtigheid betracht, laat hij zich door Donald Rumsfeld (Scott Glenn) en met name Dick Cheney (Richard Dreyfuss) ervan overtuigen dat een oorlog met Irak onvermijdbaar is. Ondanks dat er nog niets gevonden is, staat het volgens hen vast dat Saddam Hoessein beschikt over massavernietigingswapens. Het is geen kwestie van of, maar van wanneer de inspecteurs die aantreffen. Als Amerika niet ingrijpt, loopt daarom heel de wereld gevaar. W. krijgt geen steun van de VN-Veiligheidsraad en Colin Powell (Jeffrey Wright) raadt verdere inspecties aan, maar W. besluit onder invloed van Cheney toch Irak binnen te vallen omdat Irak Resolutie 1441 niet voldoende zou zijn nagekomen. Het offensief lijkt in eerste instantie een succes te worden, Bush' zelfvertrouwen groeit en hij laat zich al trots omschrijven als overwinnaar. Zijn regering komt niettemin in de problemen wanneer er maar geen massavernietigingswapens worden gevonden in Irak en het land niet zomaar in de democratische rechtsstaat verandert die Bush voor ogen had.

## Rolverdeling
- Josh Brolin: George W. Bush
- Elizabeth Banks: Laura Bush
- Thandie Newton: Condoleezza Rice
- Richard Dreyfuss: Dick Cheney
- Jeffrey Wright: Colin Powell
- James Cromwell: George H.W. Bush
- Ellen Burstyn: Barbara Bush
- Ioan Gruffudd: Tony Blair
- Scott Glenn: Donald Rumsfeld
- Sayed Badreya: Saddam Hoessein
- Rob Corddry: Ari Fleischer

## Trivia
- Christian Bale was oorspronkelijk gecast als George W. Bush en bereidde zich maandenlang voor op het personage, inclusief het aanleren van een accent en kenmerkende maniertjes. Bale stapte uit het project uit onvrede over de prothese die zijn gezicht het aanzien van Bush moest geven.
- Robert Duvall was de eerste keuze voor de rol van Dick Cheney.
- Nadat het script van de film op het internet uitlekte, vreesden verschillende critici voor een subjectieve visie leunend op sentimenten van de Democratische Partij op het leven van de republikeinse president Bush. Regisseur Stone is een uitgesproken sympathisant van de linkerzijde van politiek Amerika.